# Кападзе, Тимур Тахирович
Тиму́р Тахи́рович Капа́дзе (узб. Temur Tohir oʻgʻli Kapadze; тур. Timur Tair oğlı Kapadze; 5 сентября 1981 года, Фергана, Узбекская ССР, СССР) — узбекистанский футболист, игравший на позиции полузащитника. В настоящее время занимается тренерской деятельностью. 22 января 2025 года был назначен главным тренером национальной сборной Узбекистана.
Один из самых титулованных и известных футболистов Узбекистана новейшего времени. Одиннадцатикратный чемпион Узбекистана, чемпион Казахстана. С 2002 года по 2015 год выступал за национальную сборную Узбекистана. Долгое время являлся лучшим гвардейцем своей сборной со 119 матчами, пока его в 2017 году не опередил Сервер Джепаров. Кроме того, Тимур Кападзе являлся одним из вице-капитанов сборной Узбекистана.

## Карьера

### Клубная
По национальности месхетинский турок. Отец — Тахир Кападзе — футбольный тренер. Является воспитанником ферганского футбола, своего родного города. Начал свою профессиональную карьеру в 1998 году в составе ферганского «Нефтчи». Выступал за «нефтяников» до конца 2001 года. За это время сыграл в составе этого клуба 14 матчей и смог забить два гола. Вместе с «Нефтчи» выиграл золотые медали чемпионата Узбекистана 2001 года, а в сезонах 1998, 1999 и 2000 годов выигрывал серебряные медали чемпионата страны.
В 2002 году перешёл в ташкентский «Пахтакор». Вместе с ташкентским клубом шесть раз подряд становился чемпионом Узбекистана, а также шесть раз подряд выигрывал Кубок Узбекистана. В 2007 году выиграл в составе «Пахтакора» Кубок чемпионов Содружества. Кроме того, в 2003 и 2004 годах доходил с «Пахтакором» до полуфинала Лиги чемпионов АФК. До конца 2007 года выступал за «Пахтакор», и являлся одним из его лидеров. В общей сложности сыграл в составе «Пахтакора» 152 матча и забил 28 голов.
В начале 2008 года перешёл в состав нового гиганта узбекистанского футбола — в ташкентский «Бунёдкор». В составе «Бунёдкора» Кападзе также стал одним из лидеров команды. В те годы «Бунёдкор» смог привлечь себе сильнейших игроков своего заклятого соперника — «Пахтакора», помимо Тимура Кападзе, таких игроков как Сервер Джепаров, Игнатий Нестеров и Анзур Исмаилов, а также ряда иностранных легионеров, таких как бразильцы Ривалдо, Денилсон, Луизао, Жоао Виктор, Эдсон Рамос и Леомар Родригес. Вместе с «Бунёдкором» Кападзе три раза подряд становился чемпионом Узбекистана, два раза выигрывал Кубок Узбекистана, один раз выигрывал серебряные медали Кубка Узбекистана. Кроме того, в 2008 году доходил до полуфинала Лиги чемпионов АФК. Выступал за «Бунёдкор» до конца 2010 года, и за это время сыграл за данный клуб 70 игр и забил 11 голов.
В феврале 2011 года Тимур Кападзе перешёл в южнокорейский «Инчхон Юнайтед», за которого выступал до конца сезона. Сыграл 28 матчей и забил четыре гола. В январе 2012 года перешёл в клуб из ОАЭ — "Шарджа, в составе которого выступал до июня этого же года. За это время сыграл за данный эмиратский клуб лишь девять игр.
В июне 2012 года перешёл в казахстанское «Актобе», и выступал за данный клуб до конца 2014 года. В составе «Актобе» в 2013 году становился чемпионом Казахстана, а в 2014 году выиграл серебряные медали чемпионата Казахстана. Кроме того, в 2014 году выиграл с казахстанским клубом Суперкубок Казахстана.
В январе 2015 года вернулся в Узбекистан, и подписал контракт с ташкентским «Локомотивом». Вместе с «железнодорожниками» два раза подряд в сезонах 2016 и 2017 становился чемпионом Узбекистана, а в сезоне 2015 года выиграл серебряные медали чемпионата Узбекистана. Также в 2016 и 2017 года выигрывал Кубок Узбекистана, а в 2015 году Суперкубок Узбекистана.
Выступал за «Локомотив» до конца 2017 года. Осенью 2017 года объявил о завершении карьеры в качестве футболиста по окончании сезона 2017. Во время выступления Кападзе в «Локомотиве», являлся его капитаном. Прощальный матч Тимура Кападзе состоялся 4 декабря 2017 года, в финале Кубка Узбекистана, в котором встречались «Локомотив» и «Бунёдкор». Матч закончился со счётом 1:0 в пользу «Локомотива». В матче присутствовали ряд футбольных и спортивных чиновников и специалистов Узбекистана, в частности президент Федерации футбола Узбекистана Умид Ахмаджанов, а также президент АФК — Салман бин Ибрагим Аль Халифа.
По окончании карьеры в качестве футболиста, заявил о начале тренерской деятельности.

### В сборной
С 2002 года по 2015 год Тимур Кападзе выступал за национальную сборную Узбекистана. Свой дебютный матч за сборную сыграл 14 мая 2002 года в товарищеском матче против сборной Словакии. Свой первый гол за сборную Узбекистана забил 17 ноября 2003 года в матче против сборной Таджикистана. За короткое время, Тимур Кападзе стал одним из лидеров сборной.
Принимал участие со сборной в четырёх финальных турнирах Кубка Азии. В 2004 году на этом турнире сыграл четыре матча (сборная Узбекистана дошла до четвертьфинала), в 2007 году — сыграл четыре матча и забил два гола (сборная Узбекистана также дошла до четвертьфинала), в Кубке Азии 2011 года сыграл шесть матчей и стал полуфиналистом турнира. В Кубке Азии 2015 года сыграл два матча, а сборная Узбекистана остановилась на четвертьфинале.
Долгое время являлся лучшим гвардейцем своей сборной со 119 матчами, пока его не опередил Сервер Джепаров. Кроме того, Тимур Кападзе являлся одним из вице-капитанов сборной Узбекистана, и даже в некоторых матчах выходил на поле с капитанской повязкой.

## Карьера тренера

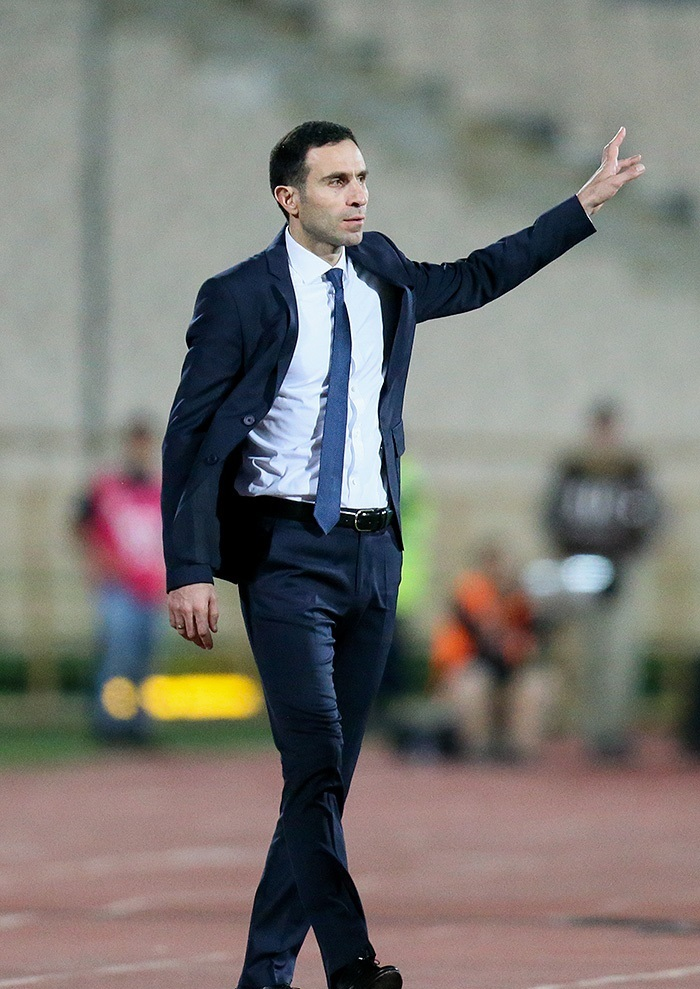
Тимур Кападзе в 2018 году

15 февраля 2018 года был назначен на место Рузыкула Бердыева временно исполняющим обязанности главного тренера национальной сборной Узбекистана по футболу. Проработал в этой должности до июня 2018 года, за это время под его руководством сборная Узбекистана сыграла четыре товарищеских матча (одна ничья и три поражения) против сборных Сенегала, Марокко, Ирана и Уругвая. После назначения на должность главного тренера сборной Узбекистана аргентинского специалиста Эктора Купера, ушел со своего поста и стал работать в тренерском штабе ташкентского «Локомотива». В первой половине 2019 года возглавлял молодёжную команду ташкентского «Локомотива», и после первого круга молодёжного чемпионата страны, молодёжка «Локомотива» лидировала в лиге, но в июне 2019 года добровольно ушёл с поста главного тренера этой команды, полностью покинув систему «Локомотива». 23 сентября 2019 года стал помощником нового главного тренера национальной сборной Узбекистана — Вадима Абрамова.

## Достижения

### Командные
«Нефтчи» (Фергана)
- Чемпион Узбекистана: 2001
- Серебряный призёр чемпионата Узбекистана: 1998, 1999, 2000

«Пахтакора»
- Чемпион Узбекистана: 2002, 2003, 2004, 2005, 2006, 2007
- Обладатель Кубка Узбекистана: 2002, 2003, 2004, 2005, 2006, 2007
- Обладатель Кубка чемпионов Содружества: 2007

«Бунёдкор»
- Чемпион Узбекистана: 2008, 2009, 2010
- Обладатель Кубка Узбекистана: 2008, 2010
- Финалист Кубка Узбекистана: 2009

«Актобе»
- Чемпион Казахстана: 2013
- Серебряный призёр чемпионата Казахстана: 2014
- Бронзовый призёрчемпионата Казахстана: 2012
- Обладатель Суперкубка Казахстана: 2014

«Локомотива» (Ташкент)
- Чемпион Узбекистана: 2016, 2017
- Серебряный призёр чемпионата Узбекистана: 2015
- Обладатель Кубка Узбекистана: 2016, 2017
- Обладатель Суперкубка Узбекистана: 2015

### Личные
- Узбекистон ифтихори (6 июня 2025 года) — за большой вклад в развитие и широкую популяризацию спорта в нашей стране, утверждение здорового образа жизни в обществе, проявленные истинное мужество и стойкость, образец высокого профессионализма и целеустремленности в отборочных турнирах среди сильнейших команд Азии по футболу и впервые в истории нашей Родины завоевание путёвки на чемпионат мира, ставшее большой победой, активное участие в деле приумножения славы Нового Узбекистана в мировом масштабе, воспитания молодого поколения в духе любви к Родине, национальной гордости и патриотизма[2]
- Признан лучшим легионером сезона 2013 в Премьер-лиге Казахстана[3][4]

### Как тренер
«Узбекистан (U-23)»
- Серебряный призёр молодёжного чемпионата Азии: 2022, 2024